# Kessel, Limburg
Kessel (phát âmⓘ) là một đô thị ở đông nam Hà Lan.  Kessel giáp rừng Helden (Heldense Bossen).
Gần Kessel có hai khu bảo tồn tự nhiên: Eikelenpeel và Musschenberg.

## Các trung tâm dân cư
Broek, Dijk, Donk, Heide, Hout, Kessel-Eik, Kruisberg, Oijen, Spurkt, Veers.